# Sexueller Witz
Als sexueller Witz wird in der Psychologie und dem Alltagsgebrauch eine nach inhaltlichen Kriterien aufgestellte Klasse von Witzen bezeichnet. In ihnen wird Sexuelles thematisiert. Die Klassifizierung der sexuellen Witze geht auf Sigmund Freud zurück, der in seinem Werk Der Witz und seine Beziehung zum Unbewußten (Wien 1905) eine erste, und auch außerhalb der psychoanalytischen Schule verwendete Ordnung aufstellte.
Die meisten sexuellen Witze setzen eine Vorkenntnis voraus, die vom Zuhörer nicht im Moment des Hörens generiert werden kann, sondern zuvor erlernt werden musste. In der westlichen Kultur geht diese Vorkenntnis – so Freud – mit einer allgemeinen sexuellen Unterversorgung, vor allem der Männer einher.

## Abgrenzung des sexuellen Witzes
Der sexuelle Witz ist nicht zu verwechseln mit der Zote: Hier werden sexuelle Inhalte scheinbar kaschiert, um die Vorstellung gleich wieder abzulenken. Die Kaschierung erfolgt bei der Zote oftmals durch demütigende oder herabsetzende Vorstellungen, unter anderem, weil diese aufdringlich und dominierend wirken. Solche Komponenten kommen beim sexuellen Witz nicht vor.

## Beispiele
- „Warum streuen Zimmerleute bei Regen Viagra auf den Rasen?“ Antwort: „Damit sie die Regenwürmer als Nägel verwenden können.“

- „Hatten die Germanen rote Bärte?“ Antwort: „In der Regel, ja.“
- „Was ist das Wichtigste an der Autonummer?“ Antwort: „Dass die Sitze sauber bleiben.“
- „Ich habe nichts gegen Frauenbewegungen, solange sie schön rhythmisch sind.“